# Condado de Nowy Targ
Condado de Nowy Targ (polaco: powiat nowotarski) é um powiat (condado) da Polónia, na voivodia de Pequena Polónia. A sede do condado é a cidade de Nowy Targ. Estende-se por uma área de 1474,66 km², com 180 987 habitantes, segundo os censos de 2005, com uma densidade 122,73 hab/km².

## Divisões admistrativas
O condado possui:
Comunas urbana-rurais: Rabka-Zdrój, Szczawnica
Comunas rurais: Czarny Dunajec, Czorsztyn, Jabłonka, Krościenko nad Dunajcem, Lipnica Wielka, Łapsze Niżne, Nowy Targ, Ochotnica Dolna, Raba Wyżna, Spytkowice, Szaflary
Cidades: Nowy Targ, Szczawnica, Rabka-Zdrój

## Demografia
População (dados de 30 de Junho de 2005):
|          | Total   | Total | Mulheres | Mulheres | Homens  | Homens |
| -------- | ------- | ----- | -------- | -------- | ------- | ------ |
|          | pessoas | %     | pessoas  | %        | pessoas | %      |
| Total    | 180 987 | 100   | 92 402   | 51,1     | 88 585  | 48,9   |
| Cidades  | 53 746  | 100   | 28 237   | 52,5     | 25 509  | 47,5   |
| Povoados | 127 241 | 100   | 64 165   | 50,4     | 63 076  | 49,6   |